# Symphyodon oblongifolius
Symphyodon oblongifolius är en bladmossart som beskrevs av Brotherus 1907. Symphyodon oblongifolius ingår i släktet Symphyodon och familjen Daltoniaceae. Inga underarter finns listade i Catalogue of Life.